# Occupations militaires par l'Union soviétique

Sphère d'influence soviétique en Europe centrale et orientale avec des changements de frontières résultant de l'invasion et des opérations militaires de la Seconde Guerre mondiale.

Pendant la Seconde Guerre mondiale, l'Union soviétique a occupé et annexé plusieurs pays effectivement remis par l'Allemagne nazie dans le cadre du pacte secret Molotov-Ribbentrop de 1939. Ceux-ci comprennent les régions orientales de la Pologne (incorporées dans deux RSS différentes), ainsi que la Lettonie (devenue RSS de Lettonie,), l'Estonie (devenue RSS d'Estonie,), la Lituanie (devenue RSS de Lituanie,), la partie de l'est de la Finlande (devenue RSS carélo-finnoise) et de l'est de la Roumanie (devenue RSS Moldave et une partie de la RSS d'Ukraine,). Outre le pacte Molotov-Ribbentrop et la division d'après-guerre de l'Allemagne, l'URSS a également occupé et annexé la Ruthénie subcarpathique de la Tchécoslovaquie en 1945 (qui deviendra une partie de la RSS d'Ukraine).
L'article cite ci-dessous une liste de diverses formes d'occupations militaires par l'Union soviétique résultant à la fois du pacte soviétique avec l'Allemagne nazie (avant la Seconde Guerre mondiale) et de la guerre froide qui suivit au lendemain de la victoire alliée sur l'Allemagne,,.

## Pologne (1939–1956)
La Pologne est le premier pays à être occupé par l'Union soviétique pendant la Seconde Guerre mondiale. Le protocole secret du pacte Molotov-Ribbentrop stipule que la Pologne doit être divisée entre l'Union soviétique et l'Allemagne nazie. En 1939, la superficie totale des territoires polonais occupés par l'Union soviétique (y compris la zone donnée à la Lituanie et annexée en 1940 lors de la formation de la RSS de Lituanie), est de 201 015 kilomètres carrés, avec une population de 13,299 millions, dont 5,274 millions Polonais de souche et 1,109 million de juifs.
Après la fin de la Seconde Guerre mondiale, l'Union soviétique conserve la plupart des territoires qu'elle occupe en 1939, tandis que des territoires d'une superficie de 21 275 kilomètres carrés avec 1,5 million d'habitants sont restitués à la Pologne sous contrôle communiste, notamment les zones proches de Białystok et Przemyśl. En 1944-1947, plus d'un million de Polonais sont réinstallés des territoires annexés en Pologne (principalement dans les territoires reconquis).
Les troupes soviétiques (le groupe de forces du Nord) sont stationnées en Pologne de 1945 à 1993. Ce n'est qu'en 1956 que des accords officiels entre le régime communiste en Pologne établi par les Soviétiques eux-mêmes et l'Union soviétique ont reconnu la présence de ces troupes ; par conséquent, de nombreux universitaires polonais acceptent l'utilisation du terme « occupation » pour la période 1945–1956. D'autres chercheurs datent l'occupation soviétique jusqu'en 1989,. Le gouvernement polonais en exil a existé jusqu'en 1990.

## États baltes (1940–1991)
L'Estonie, la Lettonie et la Lituanie sont des nations indépendantes depuis 1918, lorsque les trois pays sont occupés par l'Armée rouge en juin 1940 et officiellement annexés à l'URSS en août 1940. Donnée carte blanche par l'Allemagne nazie via le pacte germano-soviétique et son protocole additionnel secret d'août 1939, l'Union soviétique fait pression sur les trois pays pour qu'ils acceptent ses bases militaires en septembre 1939. En cas de refus, l'URSS opérerait un blocus aérien et naval et menacerait d'attaquer immédiatement avec des centaines de milliers de soldats massés à la frontière. Les forces militaires soviétiques prirent le pas sur les systèmes politiques de ces pays en juin 1940 et installèrent des régimes fantoches après des élections truquées en juillet 1940.
La soviétisation est interrompue par l'occupation allemande en 1941-1944. L'offensive de la Baltique rétablit le contrôle soviétique en 1944-1945 et l'adoption d'un système politique basé sur le modèle des soviets reprend, et sera en grande partie achevée en 1950. La collectivisation forcée de l'agriculture commence en 1947 et s'achève après la déportation massive en mars 1949. Les fermes privées sont confisquées et les agriculteurs obligés de rejoindre les fermes collectives. Un mouvement de résistance armée des « frères de la forêt » est actif jusqu'au milieu des années 1950. Des centaines de milliers de personnes ont participé ou soutenu le mouvement ; des dizaines de milliers de personnes ont été tuées. Les autorités soviétiques combattant les frères de la forêt ont également fait des centaines de morts. Des civils innocents ont été tués des deux côtés. En outre, un certain nombre de groupes clandestins d'écoliers nationalistes demeureront actifs. La plupart de leurs membres ont été condamnés à de longues peines de prison. Les actions punitives ont rapidement diminué après la mort de Joseph Staline en 1953 ; de 1956 à 1958, une grande partie des déportés et des prisonniers politiques seront autorisés à rentrer.
Pendant l'occupation, les autorités soviétiques ont tué, arrêté politiquement, enrôlé illégalement et déporté des centaines de milliers de personnes. De nombreux autres types de crimes contre l'humanité ont été commis tout au long de la période d'occupation. De plus, essayant de faire respecter les idéaux du communisme, les autorités ont délibérément démantelé les structures sociales et économiques existantes et ont imposé de nouvelles hiérarchies « idéologiquement pures ». Cela ralentira gravement les économies baltes. Par exemple, les scientifiques estoniens ont estimé les dommages économiques directement attribuables à l'occupation après la Seconde Guerre mondiale à des centaines de milliards de dollars américains (plusieurs dizaines de dollars du PIB de l'Estonie en 2006 de 21,28 milliards de dollars). Les dommages environnementaux soviétiques en Estonie sont estimés à environ 4 milliards de dollars. En plus des dommages directs, le retard économique conduit à de graves inégalités au sein de l'Europe du Nord.
Après tout, la tentative d'intégration de la société estonienne dans le système soviétique a échoué. Malgré avoir étouffé la résistance armée, la population demeure antisoviétique. Cela aide les Estoniens à organiser un nouveau mouvement de résistance à la fin des années 1980, à retrouver leur indépendance en 1991, puis à développer rapidement une société moderne.
Nonobstant l'annexion par l'Union soviétique en 1940, il est donc juste de parler d'occupation des États baltes, en se référant notamment à l'absence de titre juridique soviétique. L'occupation prolongée était peu orthodoxe. Jusqu'en 1991, le statut des trois pays ressemble à l'occupation classique par des aspects importants : contrôle externe par une force internationalement non autorisée et conflit d'intérêts entre la puissance étrangère et les habitants. Cependant, à d'autres égards, la situation était très différente d'une occupation classique. Le fait de l'incorporation des États baltes à l'URSS en tant que républiques soviétiques sans réserve et la longue durée du régime soviétique remettent en cause l'applicabilité de toutes les règles d'occupation d'un point de vue pratique. Malgré l'annexion, la présence de l'URSS dans les États baltes demeurera une occupation sui generis.
Malgré la condamnation du pacte Molotov-Ribbentrop par l'Union soviétique, — le précurseur immédiat de l'occupation — c'est actuellement la politique de l'état continuateur de l'URSS, la fédération de Russie, de nier que les événements constituaient une occupation ou étaient illégaux en vertu des lois (internationales) applicables.

## Territoires finlandais (1940)

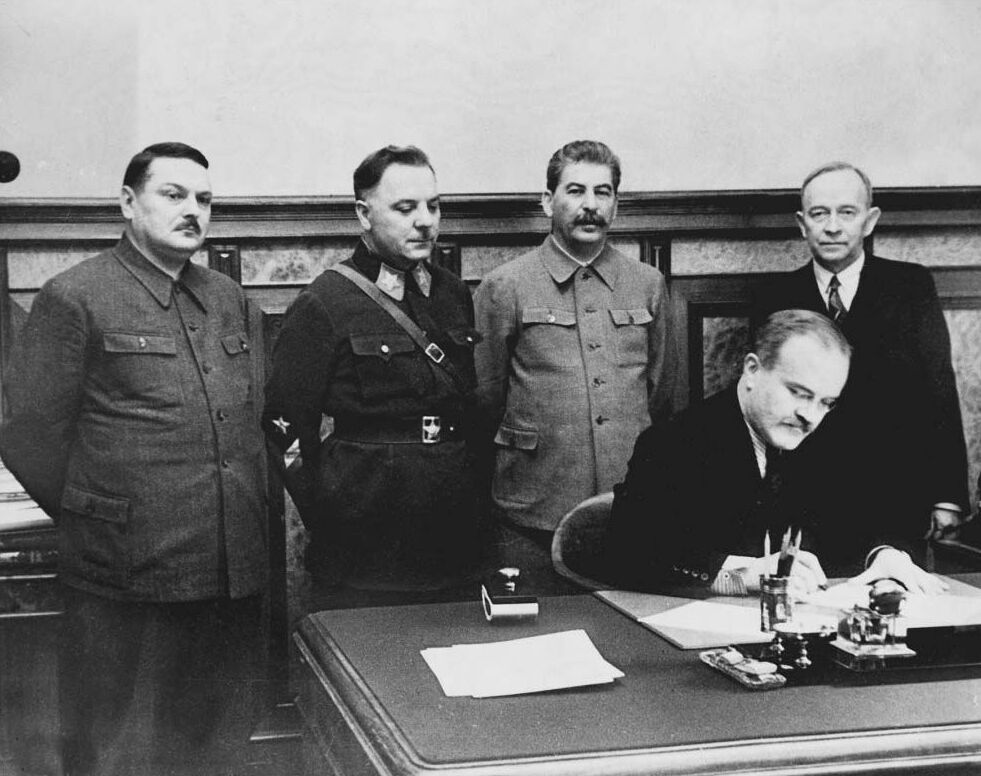
Molotov signant un accord entre l'Union soviétique et l'éphémère État fantoche de la République démocratique finlandaise, qui existait sur les territoires occupés pendant la guerre d'Hiver.

Les États baltes ayant accepté les demandes soviétiques en septembre et octobre 1939, les Soviétiques tournent leur attention vers la Finlande. L'Union soviétique exige des territoires sur l'isthme carélien, les îles du golfe de Finlande, une base militaire près de la capitale finlandaise et la destruction de toutes les fortifications défensives sur l'isthme carélien. La Finlande refuse ces demandes. L'Union soviétique envahit alors le pays, déclenchant la guerre d'Hiver dans le but d'annexer la Finlande,,,,,. L'URSS met en place la République démocratique finlandaise, un régime fantoche soviétique de courte durée dans la ville occupée de Terijoki. Les Soviétiques occupent également la municipalité de Petsamo sur la côte de la mer de Barents pendant la guerre.
La guerre d'hiver s'achève le 13 mars 1940 avec la signature du traité de paix de Moscou. La Finlande conserve son indépendance mais doit céder des parties de la Carélie, de Salla, de la péninsule de Rybatchi dans la mer de Barents et de quatre îles du golfe de Finlande. La terre cédé représente 8% du territoire du pays, y compris l'importante ville de Viipuri et une grande partie de l'industrie finlandaise. Environ 422 000 Caréliens — 12% de la population finlandaise — choisissent d'évacuer la zone vers la nouvelle frontière et de perdre leurs maisons plutôt que de devenir des sujets soviétiques. Les troupes militaires et les civils restants sont évacués à la hâte.
Lorsque les hostilités reprennent en 1941, les forces finlandaises capturent les zones perdues, puis avancent plus loin jusqu'à la rivière Svir et le lac Onega avant la fin de l'année. Lors de l'offensive soviétique de 1944 contre les Finlandais, l'avancée de l'Armée rouge est stoppée par les Finlandais avant d'atteindre la frontière de 1940 ou, dans le seul cas où cela s'est produit, l'Armée rouge est rapidement repoussée lors d'une contre-attaque finlandaise. Dans les négociations qui suivent l'arrêt de l'offensive soviétique, les Finlandais cèdent encore la municipalité de Petsamo à l'Union soviétique lors de l'armistice de Moscou. Les forces soviétiques prennent la municipalité aux Allemands lors de l'offensive Petsamo-Kirkenes.

## Bessarabie et Bucovine du Nord (1940)
L'Union soviétique, qui ne reconnait pas la souveraineté de la Roumanie sur la Bessarabie depuis l'union de 1918, lance un ultimatum le 28 juin 1940 exigeant l'évacuation de l'armée et de l'administration roumaines du territoire qu'elle conteste ainsi que de la partie nord de la Province roumaine de Bucovine. Sous la pression de Moscou et de Berlin, l'administration et les forces armées roumaines se retirent pour éviter la guerre. Adolf Hitler utilise l'occupation soviétique de la Bessarabie comme justification de l'occupation allemande de la Yougoslavie et de la Grèce et de l'attaque allemande contre l'URSS.

## Après l'entrée en guerre de l'Union soviétique du côté allié

Carte du bloc de l'Est.

Le 22 juin 1941, débute l'opération Barbarossa, qui donne le coup d'envoi du front de l'Est. Les pays allemands de l'Axe européen et la Finlande envahissent l'URSS, mettant ainsi fin au traité de non-agression germano-soviétique. Pendant les hostilités entre l'Union soviétique et l'Axe, qui conduisent à la défaite militaire totale de ce dernier, l'URSS occupe totalement ou partiellement le territoire de l'Allemagne et de ses satellites, ainsi que les territoires de certains États occupés par l'Allemagne et de l'Autriche. Certains d'entre eux deviennent des États satellites soviétiques, à savoir la république populaire de Pologne, la république populaire de Hongrie, la République socialiste tchécoslovaque, la République populaire roumaine, la république populaire de Bulgarie, la république populaire d'Albanie; plus tard, l'Allemagne de l'Est est formée sur la base de la zone soviétique d'occupation allemande.

### Iran (1941-1946)
Le 25 août 1941, les forces britanniques et du Commonwealth et l'Union soviétique envahissent conjointement l'Iran. Le but de l'invasion (nom de code opération Countenance) est de sécuriser les champs pétrolifères iraniens et d'assurer les lignes d'approvisionnement (voir Corridor perse) pour les Soviétiques combattant les pays européens de l'Axe sur le front de l'Est. L'Union soviétique continuera à mettre en place le gouvernement populaire azerbaïdjanais en Azerbaïdjan iranien tout en occupant le reste du nord de l'Iran.

### Hongrie (1944)
En juillet 1941, le Royaume de Hongrie, membre du Pacte tripartite, participe à l'opération Barbarossa, en alliance avec l'Allemagne nazie. Les forces hongroises combattent au coude à coude avec la Wehrmacht et avancent à travers la RSS d'Ukraine profondément en Russie, jusqu'à Stalingrad. Cependant, à la fin de 1942, l'Armée rouge soviétique commence à repousser la Wehrmacht par une série d'offensives qui précède l’empiétement de l'Armée rouge sur le territoire hongrois en 1943–44. En septembre 1944, les forces soviétiques pénètrent en Hongrie et lancent l'offensive de Budapest. Alors que l'armée hongroise ignore l'armistice avec l'URSS signé par le gouvernement de Miklós Horthy le 15 octobre 1944, les Soviétiques se frayent un chemin plus à l'ouest contre les troupes hongroises et leurs alliés allemands, capturant la capitale le 13 février 1945. Les opérations se poursuivent jusqu'au début d'avril 1945, lorsque les dernières forces allemandes et leurs troupes hongroises fidèles restantes sont chassées du pays.
Les Soviétiques veillent à ce qu'un gouvernement loyal d'après-guerre dominé par les communistes soit installé dans le pays avant de transférer l'autorité de la force d'occupation aux autorités hongroises. La présence des troupes soviétiques dans le pays est régie par le traité d'assistance mutuelle de 1949 conclu entre les gouvernements soviétique et hongrois. La révolution hongroise de 1956 est une révolte nationale spontanée contre le gouvernement communiste hongrois et ses politiques imposées par les Soviétiques. Après avoir annoncé sa volonté de négocier le retrait des forces soviétiques, le Politburo soviétique change d'avis. Le 4 novembre 1956, une importante force militaire conjointe du Pacte de Varsovie dirigée par Moscou entre à Budapest pour écraser la résistance armée, tuant des milliers de civils dans l'opération.
Après l'effondrement de l'Union soviétique, le dernier soldat soviétique quitte le pays en 1991, mettant ainsi fin à la présence militaire soviétique en Hongrie.

### Roumanie (1944)

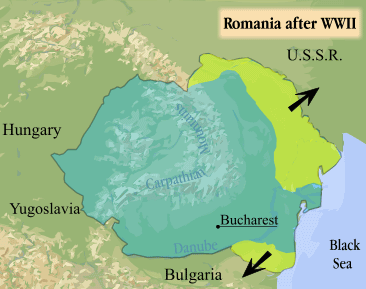
Carte de la Roumanie après la Seconde Guerre mondiale indiquant les territoires perdus.

La deuxième offensive soviétique Jassy-Kishinev conduit à la défaite de la Roumanie, au coup d'État royal qui suit et au changement de camp de la Roumanie, qui passe de l'Axe aux Alliés. Les troupes soviétiques sont stationnées dans ce pays de 1944 à 1958. Le 12 septembre 1944, alors que l'Armée rouge contrôle déjà une grande partie du territoire roumain, un accord d'armistice entre la Roumanie et l'URSS est signé, en vertu duquel la Roumanie rétrocéda le territoire qu'elle administrait plus tôt dans la guerre et se soumit à une commission alliée composée du Union soviétique, États-Unis et Royaume-Uni. Sur le terrain, c'est le commandement militaire soviétique, et non les alliés occidentaux, qui exerce de facto l'autorité dominante. La présence et la libre circulation des troupes soviétiques sont explicitement stipulées dans l'accord.
Les termes de l'accord d'armistice prennent fin le 15 septembre 1947 lorsque les conditions des traités de paix de Paris de 1947 entrent en vigueur. Le nouveau traité stipule le retrait de toutes les forces alliées de Roumanie avec une importante exemption selon laquelle ce retrait est « sous réserve du droit de l'Union soviétique de maintenir sur le territoire roumain les forces armées dont elle peut avoir besoin pour l'entretien des lignes de communication de l'armée soviétique avec la zone d'occupation soviétique en Autriche ».
Au lendemain de l'accord, la présence soviétique passe de 130 000 soldats (le pic en 1947) à environ 30 000. Les troupes sont entièrement retirées en août 1958.
Comparant l'occupation soviétique de la Roumanie à celle de la Bulgarie, David Stone note : « Contrairement à la Bulgarie, la Roumanie avait peu de liens culturels et historiques avec la Russie, et avait en fait fait la guerre à l'Union soviétique. En conséquence, l'occupation soviétique pesait plus lourd sur le peuple roumain, et les troupes elles-mêmes étaient moins disciplinées ».

### Bulgarie (1944)
Le 5 septembre 1944, l'Union soviétique déclare la guerre à la Bulgarie et le 8 septembre, les troupes envahissent le pays, sans rencontrer de résistance. Le lendemain, les Soviétiques occupent la partie nord-est de la Bulgarie ainsi que la ville portuaire clé de Varna. Le 8 septembre 1944, la Bulgarie déclare la guerre à l'Allemagne nazie. Des détachements de garnison dirigés par des officiers de Zveno renversent le gouvernement à la veille du 9 septembre, après avoir pris des points stratégiques à Sofia et arrêté les ministres. Un nouveau gouvernement du Front de la Patrie est nommé le 9 septembre avec Kimon Georgiev comme Premier ministre. Les troupes soviétiques se retirent en 1947.

### Tchécoslovaquie (1944)
À l'automne 1944, lorsque les parties nord et est de la Ruthénie des Carpates sont capturées par l'Armée rouge, la délégation gouvernementale tchécoslovaque dirigée par le ministre František Němec arrive à Khoust pour établir l'administration provisoire tchécoslovaque, selon les traités entre les gouvernements soviétique et tchécoslovaque de la même année. Cependant, après quelques semaines, l'Armée rouge et le NKVD commencent à entraver le travail de la délégation et le « Comité national de Transcarpatho-Ukraine » est créé à Moukatchevo sous la protection de l'Armée rouge. Le 26 novembre, ce comité, dirigé par Ivan Turyanytsia (un Rusyns ayant déserté l'armée tchécoslovaque), proclame la volonté du peuple ukrainien de se séparer de la Tchécoslovaquie et de rejoindre l'Ukraine soviétique. Après deux mois de conflits et de négociations, la délégation gouvernementale tchécoslovaque quitte Khust le 1er février 1945, laissant l'Ukraine des Carpates sous contrôle soviétique. Après la Seconde Guerre mondiale, le 29 juin 1945, un traité est signé entre la Tchécoslovaquie et l'Union soviétique, cédant officiellement la Carpatho-Ukraine à l'Union soviétique.
Après la prise de Prague par l'Armée rouge en mai 1945, les Soviétiques se retirent en décembre 1945 dans le cadre d'un accord prévoyant que toutes les troupes soviétiques et américaines quittent le pays.

### Norvège du Nord (1944-1946) et Bornholm, Danemark (1945-1946)
En 1944-1946, les troupes soviétiques occupent le nord de la Norvège et l'île danoise de Bornholm, stratégiquement située à l'entrée de la mer Baltique. L'intention de Staline est de tenter de gagner des bases à ces endroits à la fin de la guerre. L'ambassadeur adjoint soviétique suggéra de s'emparer de Bornholm en mars 1945 et le 4 mai, la flotte de la Baltique reçut l'ordre de s'emparer de l'île.
Bornholm est lourdement bombardé par les forces soviétiques en mai 1945. Gerhard von Kamptz, l'officier supérieur allemand en charge de l'île, refuse la reddition comme l'exigent les commandants soviétiques. Plusieurs avions bombardent et détruisent sans relâche plus de 800 maisons civiles à Rønne et Nexø et endommagent gravement environ 3 000 autres bâtiments du 7 au 8 mai 1945. Le 9 mai, les troupes soviétiques débarquent sur l'île et après un court combat, la garnison allemande se rend. Les forces soviétiques quittent l'île le 5 avril 1946.

### Allemagne (1945)
La zone d'occupation soviétique de l'Allemagne est la région de l'Allemagne de l'Est occupée par l'Union soviétique à partir de 1945. En 1949, elle devient la République démocratique allemande.
En 1955, la République est déclarée pleinement souveraine par l'Union soviétique ; cependant, les troupes soviétiques demeurent sur le territoire, sur la base de l'accord quadripartite de Potsdam. Alors que les troupes de l'OTAN restent à Berlin-Ouest et en Allemagne de l'Ouest, la RDA et Berlin en particulier deviennent des foyers de tensions de la guerre froide.
Barrière de séparation entre l'Allemagne de l'Ouest et l'Allemagne de l'Est, le mur de Berlin, connu en Union soviétique sous le nom de « rempart de protection antifasciste », est construit en 1961.
Le Traité sur le règlement définitif concernant l'Allemagne, signé à Moscou, prévoit le retrait de toutes les forces soviétiques d'Allemagne d'ici la fin de 1994. La conclusion du règlement final ouvrira la voie à l'unification de l'Allemagne de l'Est et de l'Ouest. L'union politique formelle a lieu le 3 octobre 1990.
L'un des résultats de l'occupation est la naissance d'enfants par des soldats russes, soit par le biais de relations amoureuses, de relations de complaisance ou de viols. Ces enfants subirent des discriminations sociétales pendant des décennies, mais après le retrait des troupes et le développement de la perestroïka, certains de ces « enfants perdus de l'Armée rouge » firent des tentatives publiques pour en savoir plus sur leurs pères russes.

### Autriche (1945–1955)

Zones d'occupation en Autriche.

L'occupation soviétique de l'Autriche dure de 1945 à 1955. À la fin de la guerre, l'Autriche et Vienne sont divisées en 4 zones d'occupation, suivant les termes de la Conférence de Potsdam. L'Union soviétique exproprie plus de 450 entreprises, anciennement détenues par des Allemands, et établit l'Administration des biens soviétiques en Autriche, ou USIA. Cela représente moins de 10% de la main-d'œuvre autrichienne au sommet de 1951 et moins de 5% du PIB autrichien à cette époque.
Le 15 mai 1955, le traité d'État autrichien est signé, établissant officiellement l'indépendance et la souveraineté autrichiennes. Le traité est promulgué le 27 juillet et les dernières troupes alliées quittent le pays le 25 octobre.

### Mandchourie (1945-1946)
L'invasion soviétique de la Mandchourie, ou l'« opération offensive stratégique de Mandchourie » (russe : Манчжурская стратегическая наступательная операция) selon les Soviétiques, commence le 9 août 1945 avec l'invasion soviétique de l'État fantoche japonais du Mandchoukouo. Elle s'avère être la plus grande campagne de la guerre soviéto-japonaise de 1945, reprenant les hostilités entre l'Union soviétique et l'empire du Japon après plus de 4 ans de paix. Les gains soviétiques sur le continent sont le Mandchoukouo, le Mengjiang (Mongolie intérieure) et le nord de la péninsule coréenne. La défaite rapide de l'armée japonaise du Guandong est un facteur très important dans la capitulation japonaise et la fin de la Seconde Guerre mondiale, car le Japon se rend compte que les Russes sont disposés et capables d'assumer le coût de l'invasion de ses îles d'origine, après leur conquête rapide de la Mandchourie et du sud de Sakhaline,,,,.

### Corée (1945-1948)
En août 1945, l'armée soviétique créé l'administration civile soviétique pour administrer le pays jusqu'à ce qu'un régime intérieur puisse être établi. Des comités provisoires sont mis en place dans tout le pays, plaçant les communistes à des postes clés. En février 1946, un gouvernement provisoire appelé le Comité populaire provisoire nord-coréen est formé sous Kim Il-sung. Les forces soviétiques quittent le pays en 1948, et quelques années plus tard, dans une tentative d'unir la Corée sous le régime communiste, la guerre de Corée éclate.

### Îles Kouriles (1945)
Après l'accord du Japon concernant la déclaration de Potsdam le 14 août 1945, annonçant la fin de la guerre le 15 août 1945, l'Union soviétique lance l'invasion des îles Kouriles, qui a lieu entre le 18 août et le 3 septembre, expulsant les habitants japonais deux ans plus tard.

## Guerre froide

### Révolution hongroise de 1956
La révolution hongroise de 1956 est une révolte nationale spontanée contre le gouvernement communiste hongrois et ses politiques imposées par les Soviétiques. Après avoir annoncé leur volonté de négocier le retrait des forces soviétiques, le Politburo soviétique change d'avis et décide d'écraser la révolution. Le 4 novembre 1956, une importante force militaire conjointe du Pacte de Varsovie, dirigée par Moscou, entre à Budapest pour écraser la résistance armée.
L'intervention soviétique, baptisée opération Tourbillon, est lancée par le maréchal Ivan Konev. Les cinq divisions soviétiques stationnées en Hongrie avant le 23 octobre sont portées à un effectif total de 17 divisions. La 8e armée mécanisée sous le commandement du lieutenant-général Hamazasp Babadzhanian (en) et la 38e armée sous le commandement du lieutenant-général Hadji-Umar Mamsurov du district militaire des Carpates à proximité sont déployées en Hongrie pour l'opération.
À 03 h 00 le 4 novembre, les chars soviétiques pénètrent dans Budapest le long du côté Pest du Danube en deux poussées — une du sud et une du nord — divisant ainsi la ville en deux. Les unités blindées entrent dans Buda, et à 04 h 25, les premiers coups de feu sont tirés sur la caserne de l'armée sur la route de Budaõrsi. Peu de temps après, des tirs d'artillerie et de chars soviétiques sont entendus dans tous les quartiers de Budapest. L'opération Whirlwind combine des frappes aériennes, de l'artillerie et l'action coordonnée d'infanterie de chars de 17 divisions. À 8 heures du matin, la défense organisée de la ville s'évapore après la prise de la station de radio et de nombreux défenseurs se replient sur des positions fortifiées. Les civils hongrois supportent le poids des combats et il s'avère souvent impossible pour les troupes soviétiques de différencier les cibles militaires des cibles civiles. Pour cette raison, les chars soviétiques se glissent souvent le long des routes principales, tirant sans discernement sur les bâtiments. La résistance hongroise est la plus forte dans les zones industrielles de Budapest, qui sont fortement ciblées par l'artillerie et les frappes aériennes soviétiques. La dernière poche de résistance appelle au cessez-le-feu le 10 novembre. Plus de 2 500 Hongrois et 722 soldats soviétiques ont été tués et des milliers d'autres blessés,.

### Tchécoslovaquie (1968-1989)
En 1948, le Parti communiste tchèque remporte une grande partie des voix dans la politique tchécoslovaque, conduisant à une période communiste sans présence militaire soviétique immédiate. Les années 1950 sont caractérisées comme une période répressive dans l'histoire du pays, mais dans les années 1960, les dirigeants socialistes locaux prennent le cap des réformes économiques, sociales et politiques. Cependant, un certain nombre de communistes tchèques importants, ainsi que l'agence de sécurité tchèque, conspirent contre l'introduction limitée des systèmes de marché, les libertés individuelles et le renouvellement des associations civiques (voir « socialisme à visage humain ») en tirant parti du soutien russe pour renforcer les positions du Parti communiste.
Léonid Brejnev, secrétaire général du Parti communiste de l'Union soviétique, réagit à ces réformes en annonçant la doctrine Brejnev, et le 21 août 1968, environ 750 000 soldats du Pacte de Varsovie, principalement de l'Union soviétique, de Pologne, de Bulgarie et de Hongrie, équipés de chars et de mitrailleuses, occupent la Tchécoslovaquie, déportent des milliers de personnes et font rapidement dérailler toutes les réformes. La plupart des grandes villes sont individuellement envahies et dépassées ; cependant, l'attention principale de l'invasion se concentre sur Prague, en particulier les organes de l'État, la télévision et la radio tchèques.
Le gouvernement tchécoslovaque tient une session d'urgence et exprime haut et fort son désaccord avec l'occupation. De nombreux citoyens se joignent aux manifestations et, en septembre 1968, au moins 72 personnes sont mortes et des centaines d'autres blessées dans les affrontements. Dans le bref laps de temps après l'occupation, qui met fin à tout espoir après le Printemps de Prague, environ 100 000 personnes fuient la Tchécoslovaquie. Pendant toute la durée de l'occupation, plus de 700 000 personnes, dont une partie importante de l'intelligentsia tchécoslovaque, sont parties. Les communistes réagissent en révoquant la citoyenneté tchécoslovaque à nombre de ces réfugiés et en leur interdisant de retourner dans leur patrie.
Lors d'une réunion du Conseil de sécurité des Nations Unies, Iakov Malik, ambassadeur soviétique auprès des Nations Unies, publie une proclamation, affirmant que l'intervention militaire est une réponse à une demande du gouvernement tchécoslovaque. L'Union soviétique étant membre permanent du Conseil de sécurité — avec droit de veto — peut contourner toutes les résolutions des Nations unies visant à mettre fin à l'occupation.
La fin du Printemps de Prague devient claire en décembre 1968, lorsqu'un nouveau présidium du Parti communiste de Tchécoslovaquie accepte les soi-disant « Instructions du développement critique dans le pays et la société » après le XIIIe Congrès du Parti communiste de Tchécoslovaquie. Sous couvert de « normalisation », tous les aspects du néo-stalinisme sont réintroduits dans la vie politique et économique quotidienne.
En 1987, le dirigeant soviétique Mikhaïl Gorbatchev reconnait que ses politiques libérales de glasnost et de perestroïka doivent beaucoup au « socialisme à visage humain » de Dubček. Lorsqu'on lui demande quelle est la différence entre le Printemps de Prague et ses propres réformes, Gorbatchev répondit : « Dix-neuf ans ».
L'occupation soviétique de la Tchécoslovaquie s'achève en 1989 par la révolution de Velours, deux ans avant la dissolution de l'Union soviétique. Les dernières troupes d'occupation quittent le pays le 27 juin 1991.
Lors d'une visite à Prague en 2007, Vladimir Poutine déclare qu'il se sent moralement responsable des événements de 1968 et que la Russie les condamnent .

### Afghanistan (1979-1989)

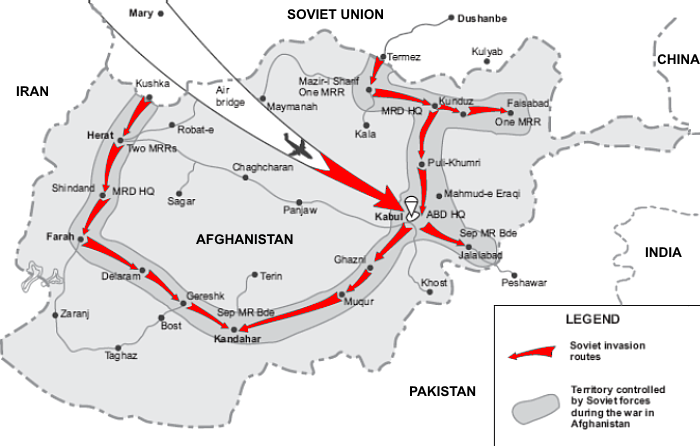
Invasion soviétique à la fin de décembre 1979.

Des récits savants et historiques soutiennent que l'Afghanistan était sous l'influence soviétique depuis 1919, lorsque l'Afghanistan commence à recevoir de l'aide pour contrer l'anglosphère de l'Empire britannique. L'assistance technique soviétique majeure, l'aide militaire et les relations économiques se développent dans les années 1950, suivies de la révolution communiste dans les années 1970. Avec la menace contre le gouvernement communiste afghan, le gouvernement invite l'invasion de l'Afghanistan par l'Union soviétique qui débute à l'approche de minuit le 24 décembre 1979. L'URSS organise un pont aérien militaire massif vers Kaboul, impliquant environ 280 avions de transport et 3 divisions de près de 8 500 hommes chacune. En deux jours, l'Union soviétique prend le contrôle de l'Afghanistan, sécurisant d'abord Kaboul en déployant une unité d'assaut soviétique spéciale contre le palais de Darulaman, où des éléments de l'armée afghane fidèles à Hafizullah Amin opposent une résistance féroce mais brève. Avec la mort d'Amin au palais, Babrak Karmal, chef exilé de la faction Parcham du PDPA est installé par les Soviétiques comme nouveau chef du gouvernement afghan.
Le pic des combats survient en 1985-1986. Les forces soviétiques lancent leurs assauts les plus importants et les plus efficaces sur les lignes d'approvisionnement des moudjahidines adjacentes au Pakistan. De grandes campagnes forcent également les moudjahidines à se mettre sur la défensive près d'Hérat et de Kandahar. Le 15 février 1989, les dernières troupes soviétiques quittent comme prévu d'Afghanistan.